# День Росії
День Росії (рос. День России) — державне свято Росії, вихідний день, що відзначають 12 червня, у день прийняття Декларації про державний суверенітет РРФСР 1990 року.

## Цікавий факт
Україна в День Росії 12 червня 2018 року подала проти Росії позов до суду ООН. Росію звинувачують у державному фінансуванні тероризму та порушенні прав українців і кримських татар у Криму. Матеріали доказів складаються з 29 томів і містять понад 17 500 сторінок свідчень, документів та інших доказів у справі. Загальна вага складає 90 кг.